# Червоне поле (фільм)
Червоне поле — радянський художній телефільм 1980 року, знятий на Кіностудії ім. О. Довженка.

## Сюжет
Телефільм про академіка Степана Тимофійовича Таланова, вченого-селекціонера, чиє життя безпосередньо пов'язане з колективізацією, Німецько-радянською війною, освоєнням цілини.

## У ролях
- Ростислав Янковський — Таланов Степан Тимофійович
- Лариса Кадочникова — Кіра Миколаївна
- Аркадій Гашинський — Петро Іванович
- Василь Корзун — Микола Миколайович
- Борис Гусаков — Михайло
- Олексій Мокроусов — Володя
- Юрій Лавров — професор
- Костянтин Степанков — дід Степана
- Людмила Сосюра — Катя
- Світлана Тормахова — Марія
- Степан Олексенко — Тимофій
- Олександр Пашутін — Заїкін
- Валентин Бєлохвостик — Лукащов
- Ігор Янковський — Степан в юності
- Євген Гашинський — епізод
- Галина Демчук — мати Степана
- Микола Воронін — епізод

## Знімальна група
- Режисер — Василь Ілляшенко
- Сценарист — Валентина Нікіткіна
- Оператор — Микола Кульчицький
- Композитор — Леонід Грабовський
- Художник — Микола Рєзнік, Валерій Софронов